# Ofensiva azerí sobre Artsaj de 2023
La ofensiva azerí sobre Artsaj empezó el 19 de septiembre de 2023 cuando Azerbaiyán lanzó una operación militar declarando el inicio de «actividades antiterroristas en el Alto Karabaj». Los ataques ocurrieron en medio de una crisis cada vez mayor causada por el bloqueo de Azerbaiyán a la República de Artsaj, que ha resultó en una escasez significativa de suministros esenciales como alimentos, medicinas y otros bienes en la región afectada.
Un día después de que comenzara la ofensiva, el 20 de septiembre, se alcanzó un acuerdo sobre el establecimiento de un cese completo de las hostilidades en Nagorno-Karabaj con la mediación del comando ruso de mantenimiento de la paz en la región, informó la Oficina Presidencial de Artsaj. Azerbaiyán anunció la celebración de una reunión con representantes de Artsaj el 21 de septiembre en Yevlaj,y que se celebraría otra el mes siguiente. No obstante, tanto Artsaj como los residentes locales de Stepanakert informaron de violaciones del alto el fuego por parte de Azerbaiyán el 21 de septiembre.
La ofensiva y la posterior rendición provocaron la huida de los armenios de Nagorno-Karabaj, yendo casi toda la población del Alto Karabaj hacia Armenia. Organizaciones de derechos humanos y expertos en prevención del genocidio emitieron múltiples alertas y afirmaron que la población autóctona armenia estaba en riesgo de ser sometida activamente a limpieza étnica y genocidio. Luis Moreno Ocampo, primer fiscal de la Corte Penal Internacional, advirtió que estaba a punto de producirse otro genocidio armenio y atribuyó a la inacción de la comunidad internacional que Azerbaiyán considere que no afrontará consecuencias graves.
Tras el acuerdo del 28 de septiembre, Artsaj dejó de existir como estado independiente el 1 de enero de 2024 con la eliminación de sus instituciones. Sin embargo, el líder de la autoproclamada república, Samvel Shahramanián, anuló el 22 de diciembre de 2023 la disolución de la región por considerar que no existían documentos legítimos que, en el marco de la legislación de Nagorno Karabaj, previeran dicha medida, aunque dicha medida no implicó ningún cambio en la programación prevista del acuerdo.

## Antecedentes
El conflicto del Alto Karabaj entre Armenia y Azerbaiyán es una disputa que llevó a varios enfrentamientos armados entre ambos países por la región del Alto Karabaj y siete distritos circundantes, que llegaron a estar controlados de facto por la autodeclarada República de Artsaj, pero siempre fueron reconocidos internacionalmente como parte de jure de Azerbaiyán.
El conflicto tiene su origen a principios del siglo XX cuando, bajo la Unión Soviética, Iósif Stalin decidió convertir la región en un óblast autónomo del Azerbaiyán soviético. El conflicto comenzó en 1988, cuando los armenios de Karabaj exigieron que la región fuera trasladada del Azerbaiyán soviético a la Armenia soviética. El conflicto se convirtió en una guerra a gran escala a principios de la década de 1990.
Un alto el fuego firmado en 1994 proporcionó dos décadas de relativa estabilidad, que se deterioró significativamente junto con la creciente frustración de Azerbaiyán con el statu quo, en contradicción con los esfuerzos de Armenia por cimentarlo. Una escalada de cuatro días en abril de 2016 se convirtió en la violación más letal del alto el fuego hasta la guerra de 2020.
A finales de 2020, la segunda guerra del Alto Karabaj a gran escala causó miles de víctimas y una importante victoria azerí. Un armisticio fue establecido por un acuerdo tripartito de alto el fuego el 10 de noviembre, lo que resultó en la recuperación de Azerbaiyán de todos los territorios ocupados que rodean Nagorno-Karabaj, así como la captura de un tercio de Nagorno-Karabaj.Las violaciones del alto el fuego en Nagorno-Karabaj y en la frontera entre Armenia y Azerbaiyán continuaron después de la guerra de 2020, con víctimas intermitentes pero continuas.

## Preludio
Dos semanas antes de los enfrentamientos, el Instituto Lemkin para la Prevención del Genocidio emitió un informe en el que afirmaba que había "pruebas alarmantes de que el presidente [Ilham] Aliyev podría estar planeando un asalto militar contra Artsaj en un futuro muy próximo". El informe señalaba que Aliyev había firmado recientemente un nuevo decreto que ordenaba a todos los ciudadanos elegibles mayores de 18 años que se presentaran al servicio militar entre el 1 y el 31 de octubre de 2023. El Instituto Lemkin también advirtió que un "asalto militar a Artsaj podría conducir a la etapa de asesinato masivo de genocidio. Es casi seguro que resultaría en el desplazamiento forzado de armenios de Artsaj y la comisión generalizada de atrocidades genocidas. [y]... Los armenios de Artsaj perderían su identidad distintiva como artsajíes, una identidad que se ha forjado a través de siglos, milenios, de florecimiento cultural independiente en sus montañas y valles". 

## Cronología

### 19 de septiembre

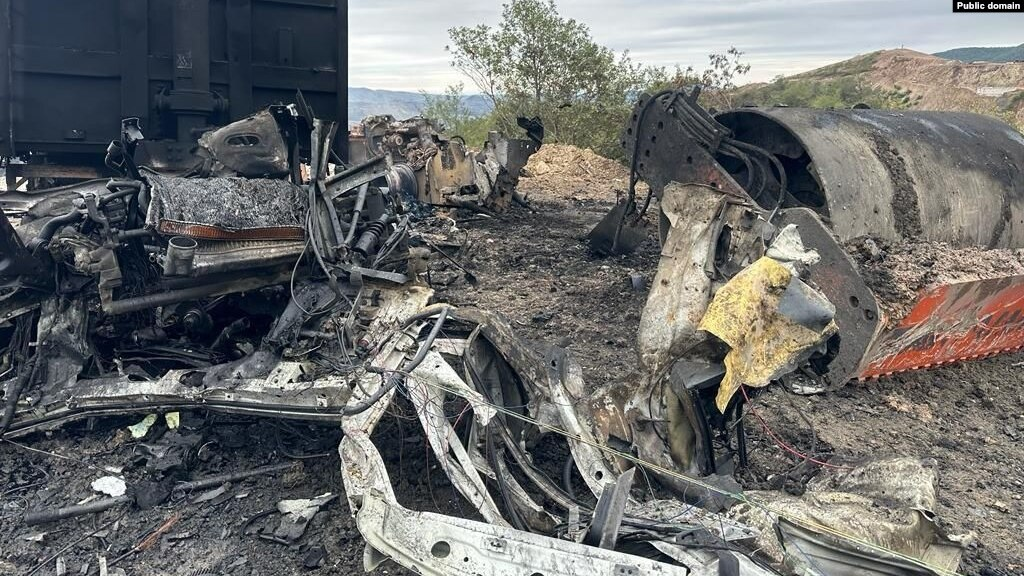
Civiles azerbaiyanos asesinados por minas terrestres armenias en septiembre de 2023

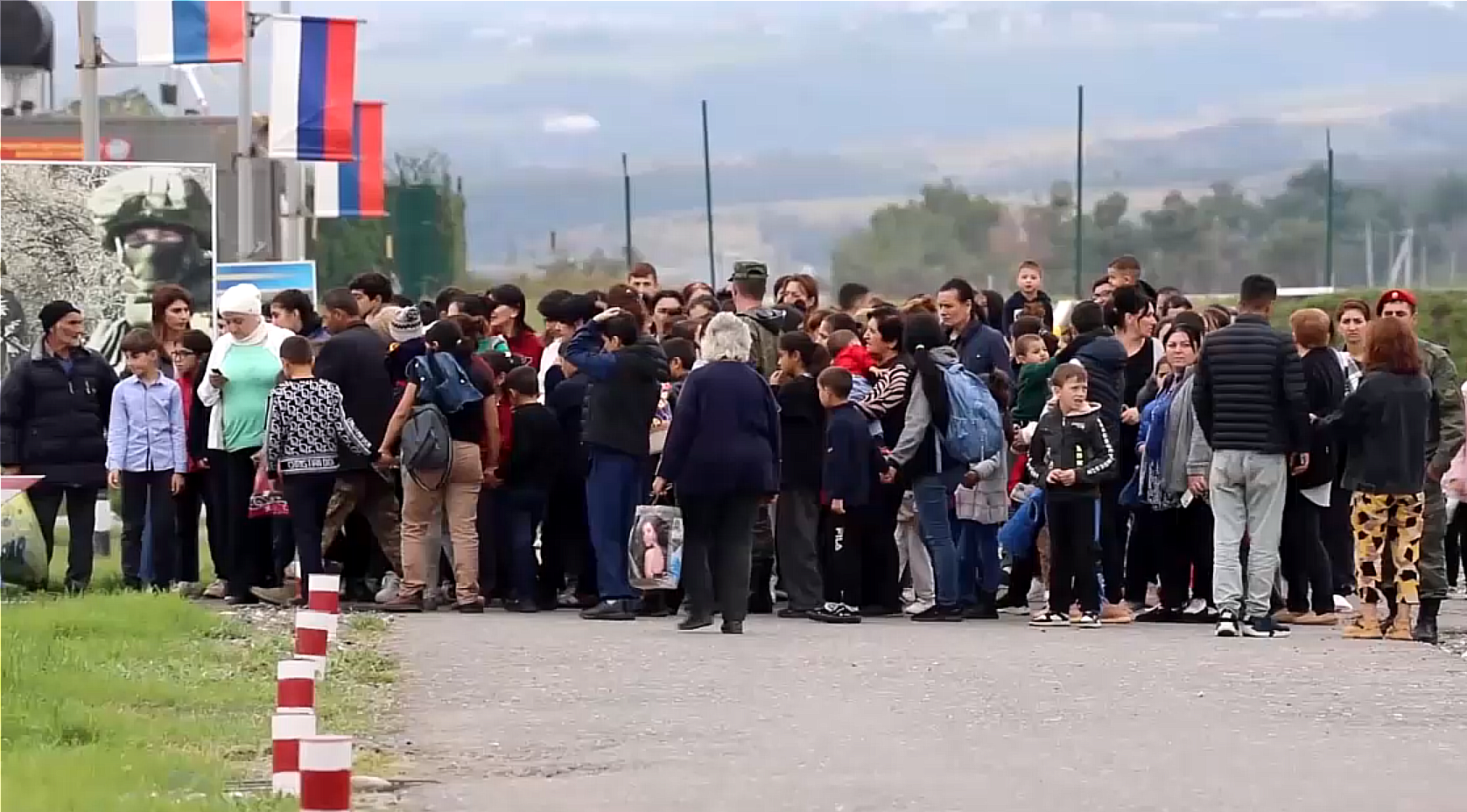
Armenios étnicos de Artsaj evacuados de sus hogares

El 19 de septiembre de 2023, el Ministerio de Defensa de Azerbaiyán emitió una declaración en la que afirmaba que las Fuerzas Armadas de Azerbaiyán fueron bombardeadas por fuerzas armenias, lo que provocó un aumento de las tensiones en la región de Nagorno-Karabaj. La declaración siguió con información de que se habían fortificado las posiciones de batalla, mayores unidades de movilización y actividades de reconocimiento ampliadas. El comunicado acusó a Armenia de matar a dos civiles el mismo día al explotar un vehículo con una mina terrestre que, en respuesta, lanzó "actividades antiterroristas locales". La declaración finalizó con un aviso de que el contingente ruso de mantenimiento de la paz y el Centro de Vigilancia Turco-Ruso fueron informados sobre las actividades en curso, pero Rusia lo negó, añadiendo que sus fuerzas de paz sólo fueron informadas del asunto "unos minutos" antes de que comenzara.
Azerbaiyán afirmó que no se estaban atacando posiciones civiles con armamento, pero estaba claro que los ataques se estaban llevando a cabo en las proximidades de grandes ciudades y zonas densamente pobladas. Los ataques ocurrieron en medio de una crisis cada vez mayor causada por el bloqueo efectivo del gobierno de Azerbaiyán a la República de Artsaj. Este bloqueo ha provocado una escasez significativa de suministros esenciales como alimentos, medicinas y otros bienes en la región afectada. Azerbaiyán dijo que había establecido “corredores humanitarios y puntos de recepción en la carretera de Lachin y en otras direcciones” que “garantizarán la evacuación de la población de la zona peligrosa”. Estos anuncios se distribuyeron a través de SMS, folletos y redes sociales y provocaron temores de limpieza étnica entre los residentes. Las autoridades de Artsakhi advirtieron a sus residentes que "la máquina de propaganda azerbaiyana utiliza información a gran escala y medidas de influencia psicológica".
Las autoridades de Artsaj dijeron que la capital de facto del estado, Stepanakert, y otras ciudades estaban "bajo intensos bombardeos", acusando a Azerbaiyán de intento de limpieza étnica. El defensor del pueblo de derechos humanos de Artsaj dijo que dos civiles, incluido un niño, murieron, mientras que varios otros resultaron heridos.

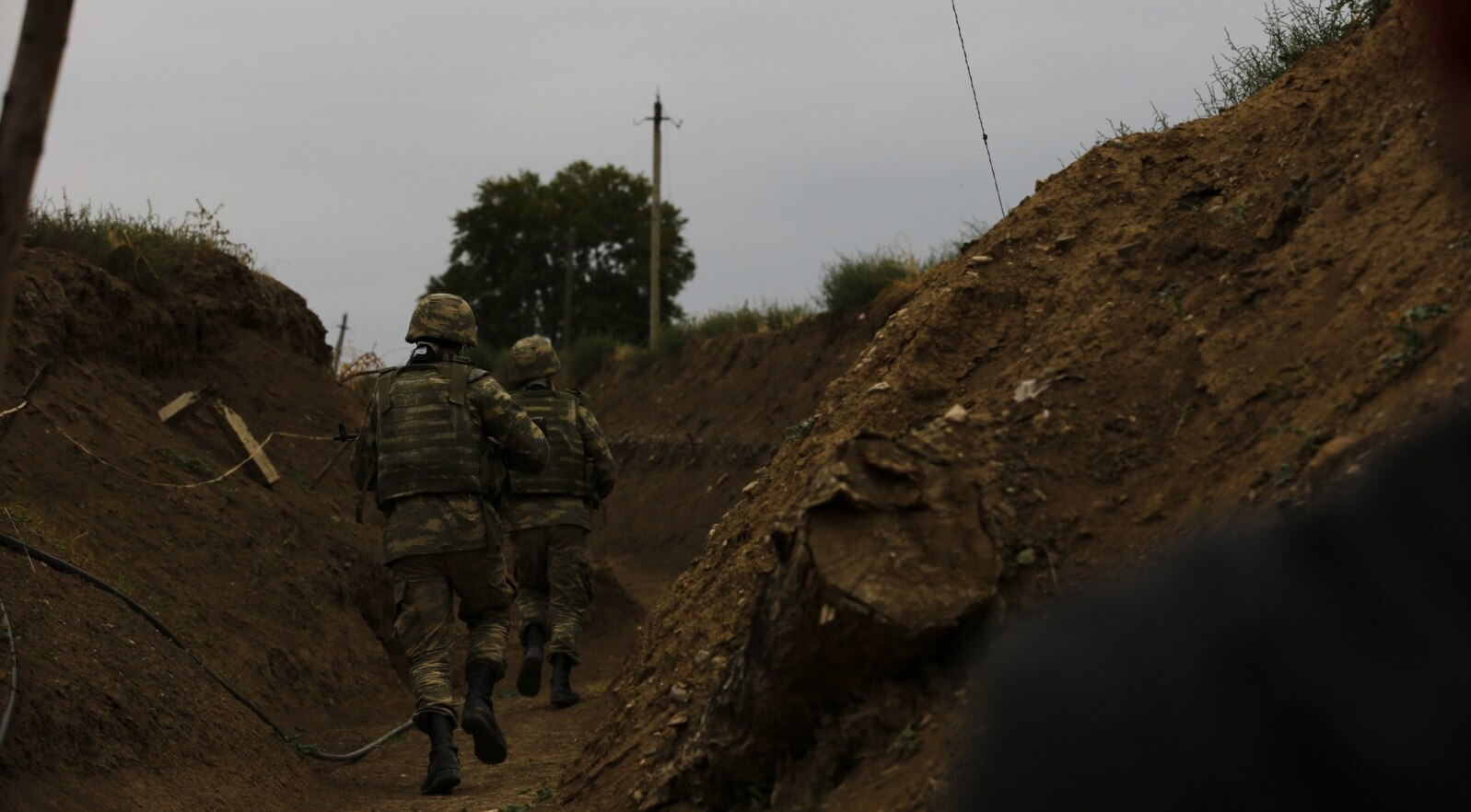
Soldados azerbaiyanos en Karabaj

Crisis24, organizado por GardaWorld, informó que las protestas de los residentes de Ereván en Armenia se llevarían a cabo del 19 de septiembre al menos al 21 de septiembre en respuesta a las renovadas operaciones militares de Azerbaiyán en la región de Nagorno Karabaj. Añadió que 500 manifestantes se habían reunido en el edificio del Gobierno de Armenia y pedían una intervención militar armenia en el conflicto o la dimisión del primer ministro Nikol Pashinián. Concluyó que era probable que las protestas continuaran en el edificio del Gobierno de Armenia y que podrían reunirse en otros lugares, incluidos otros edificios gubernamentales como la Plaza de la República y la Plaza de la Libertad.
Las autoridades de Artsaj informaron que habían evacuado a más de 7.000 personas de 16 asentamientos rurales. Mientras tanto, María Zajárova, portavoz del Ministerio de Relaciones Exteriores de Rusia, anunció que los alimentos y medicinas rusos llegaron a Artsaj a través de las rutas de Lachín y Agdam.

### 20 de septiembre

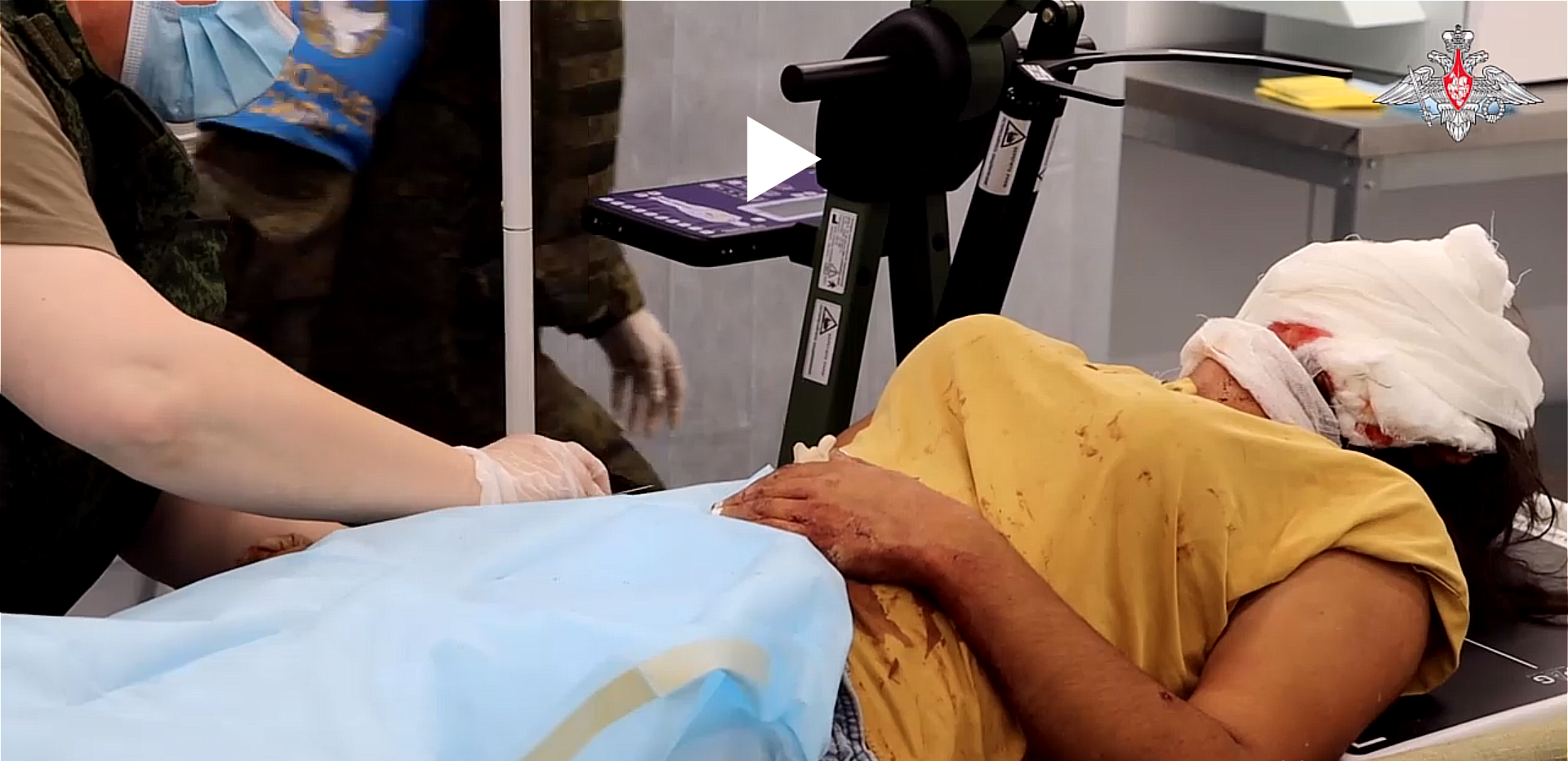
Civil herida en Nagorno-Karabaj

Fuentes armenias afirmaron que Aznavur Saghyan, el alcalde de Martuni, murió en un ataque azerí. Fue asesinado por un francotirador azerí. Los informes también sugirieron que el Monasterio de Amaras cerca de Sos había caído bajo control azerí. Azg informó que había sido informado de que, durante su ofensiva, las fuerzas de Azerbaiyán habían capturado los asentamientos de Chankatagh, Chapar, Charektar, Getavan, Karmir Shuka, Khachmach, Machkalashen, Sarushen Shosh y Vaghuhas. El presidente de Artsakhi, Samvel Shahramanyan, dijo que "Nagorno-Karabaj tendrá que tomar medidas pertinentes para garantizar la seguridad física de la población".

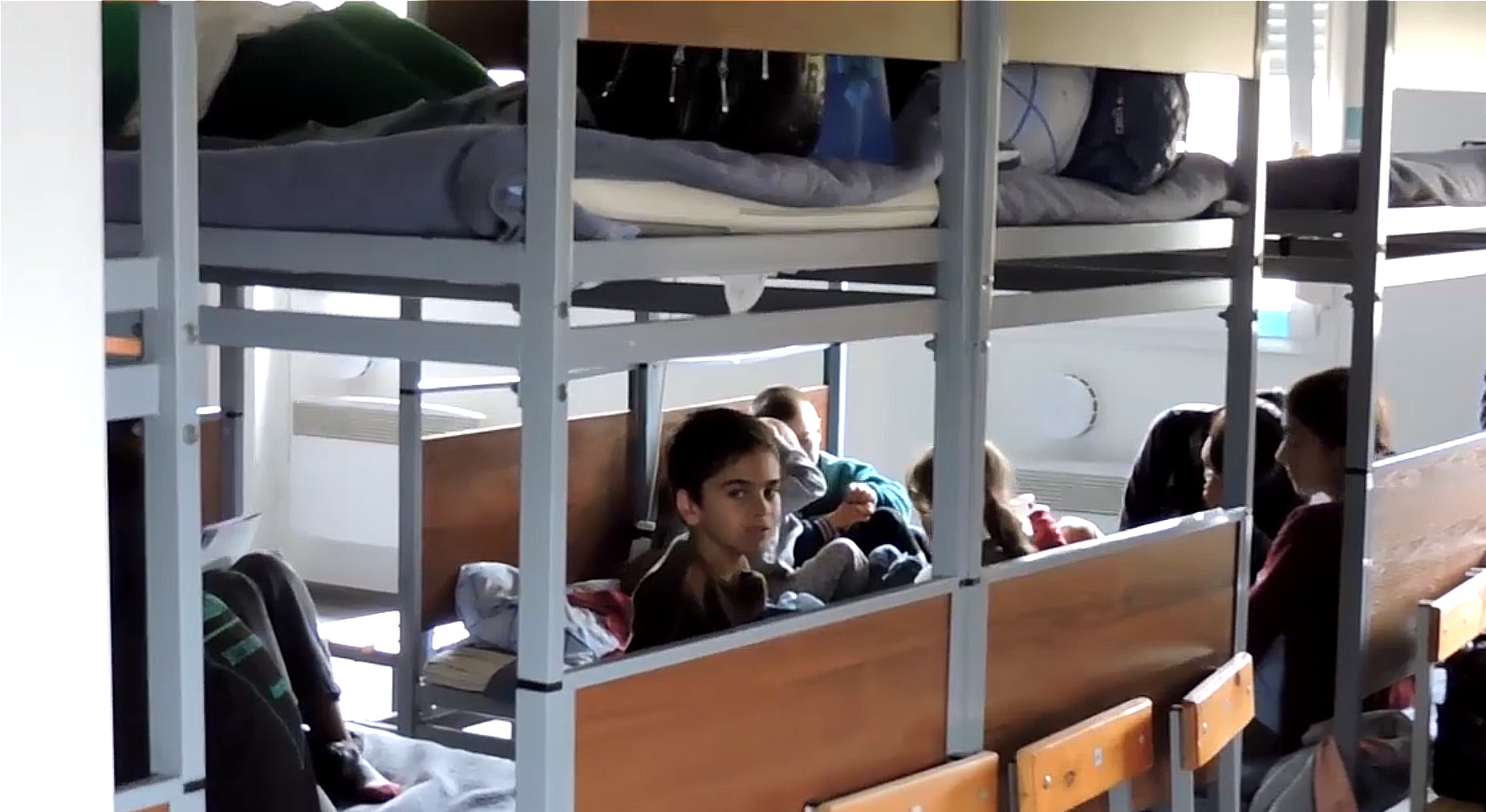
Niños armenios escondidos durante los ataques

Las autoridades de Artsakhi aceptaron una propuesta de las fuerzas de paz rusas para establecer un alto el fuego a partir de las 13:00 horas del 20 de septiembre. Según los términos del acuerdo, el gobierno de la República de Artsaj acordó desarmarse y entablar conversaciones con el gobierno de Azerbaiyán sobre la reintegración del territorio.

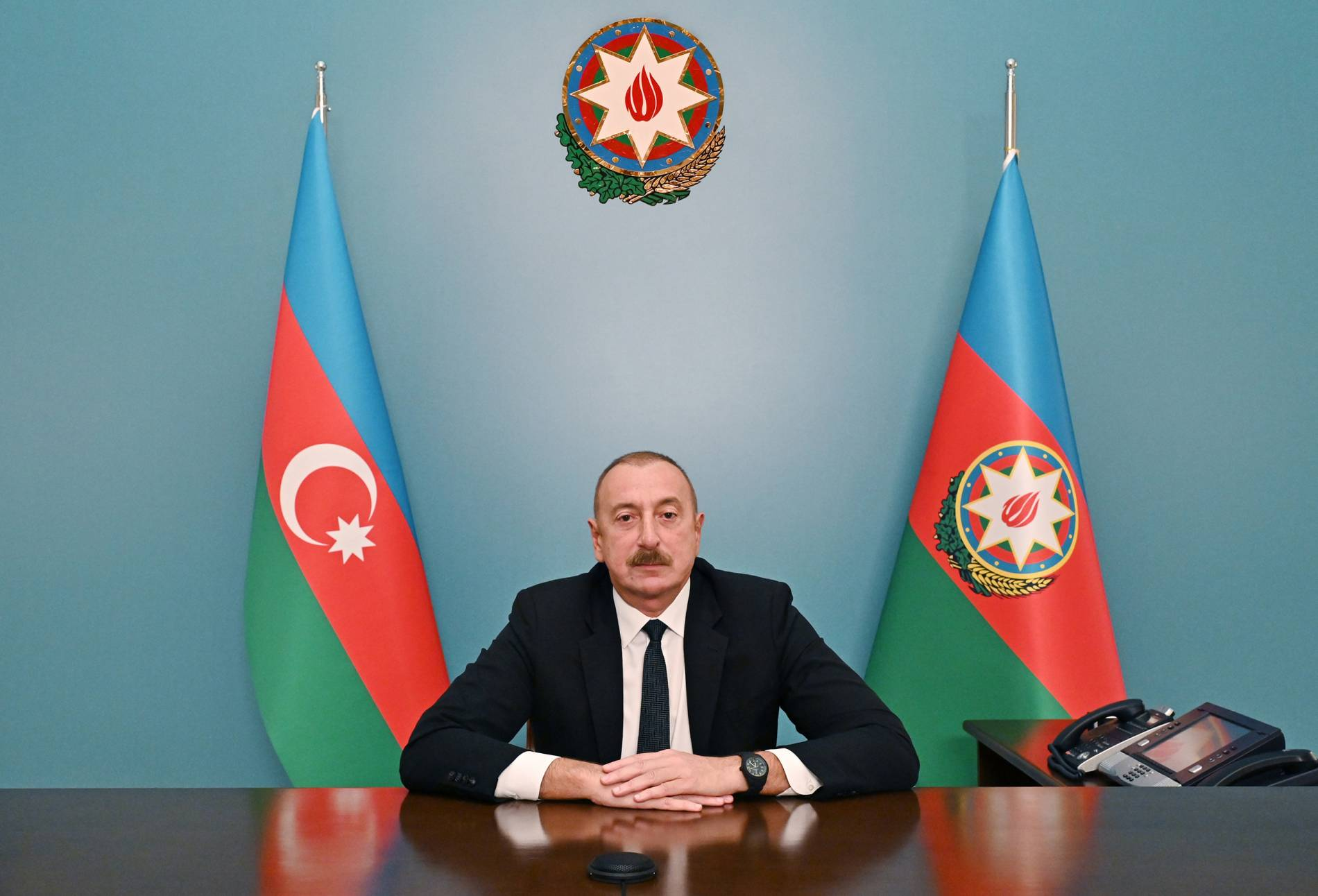
Ilham Aliyev se dirige a la nación el 20 de septiembre de 2023

Entre las demandas de Azerbaiyán, existía el requisito de que Arsakh y Armenia entregaran una lista de personas a Azerbaiyán para su procesamiento y juicio, incluidos líderes civiles y militares de Artsakhi anteriores y actuales. Grandes masas de civiles armenios comenzaron a huir de Artsaj después del anuncio del alto el fuego.
El coronel Anar Eyvazov, portavoz del Ministerio de Defensa de Azerbaiyán, anunció que durante la operación, Azerbaiyán había capturado 90 posiciones de combate en manos de las Fuerzas Armadas de Armenia, que no se habrían retirado a pesar de lo acordado en el acuerdo de alto el fuego de 2020 como declarado. Eyvazov también dijo que las fuerzas azerbaiyanas habían capturado siete vehículos de combate, un tanque, cuatro morteros y dos vehículos de combate de infantería de unidades militares armenias como trofeos.
Los bombardeos de Stepanakert continuaron hasta que la red eléctrica de la ciudad quedó cortada varias horas después de que se suponía que el alto el fuego entraría en vigor. Según una declaración del Ministerio de Defensa ruso, varios cascos azules fueron asesinados cerca de la aldea de Chankatagh en el distrito de Tartar . Su vehículo fue atacado cuando regresaban de un puesto de observación. Aunque el Ministerio de Defensa ruso no ha declarado quién mató a las fuerzas de paz, los comandantes rusos convocaron a los comandantes azeríes para resolver las circunstancias del incidente. Una agencia de noticias armenia, News.am afirmó que las fuerzas de paz murieron en los bombardeos de Azerbaiyán.
En un discurso televisado esa noche, el presidente Aliyev reiteró que "Karabaj es Azerbaiyán", añadiendo que su "puño de hierro" había relegado a la historia la idea de que Karabaj fuera un Estado armenio independiente.

### 21 de septiembre
En Yevlakh tuvieron lugar negociaciones entre representantes de la comunidad armenia de Karabaj y el Gobierno de Azerbaiyán para discutir la seguridad, los derechos y las "cuestiones de reintegración". La delegación armenia de Karabaj estuvo encabezada por Sergey Martirosyan y Davit Melkumyan, y fue escoltada por fuerzas de paz rusas. La delegación azerbaiyana estuvo encabezada por Ramin Mammadov y también estuvo presente el jefe del Centro Conjunto de Vigilancia Ruso-Turco, Oleg Semyonov. Las conversaciones, que duraron dos horas, terminaron sin un acuerdo formal; sin embargo, un comunicado de la presidencia de Azerbaiyán dijo que fueron "constructivas y positivas" y que continuarían más negociaciones el mes siguiente.

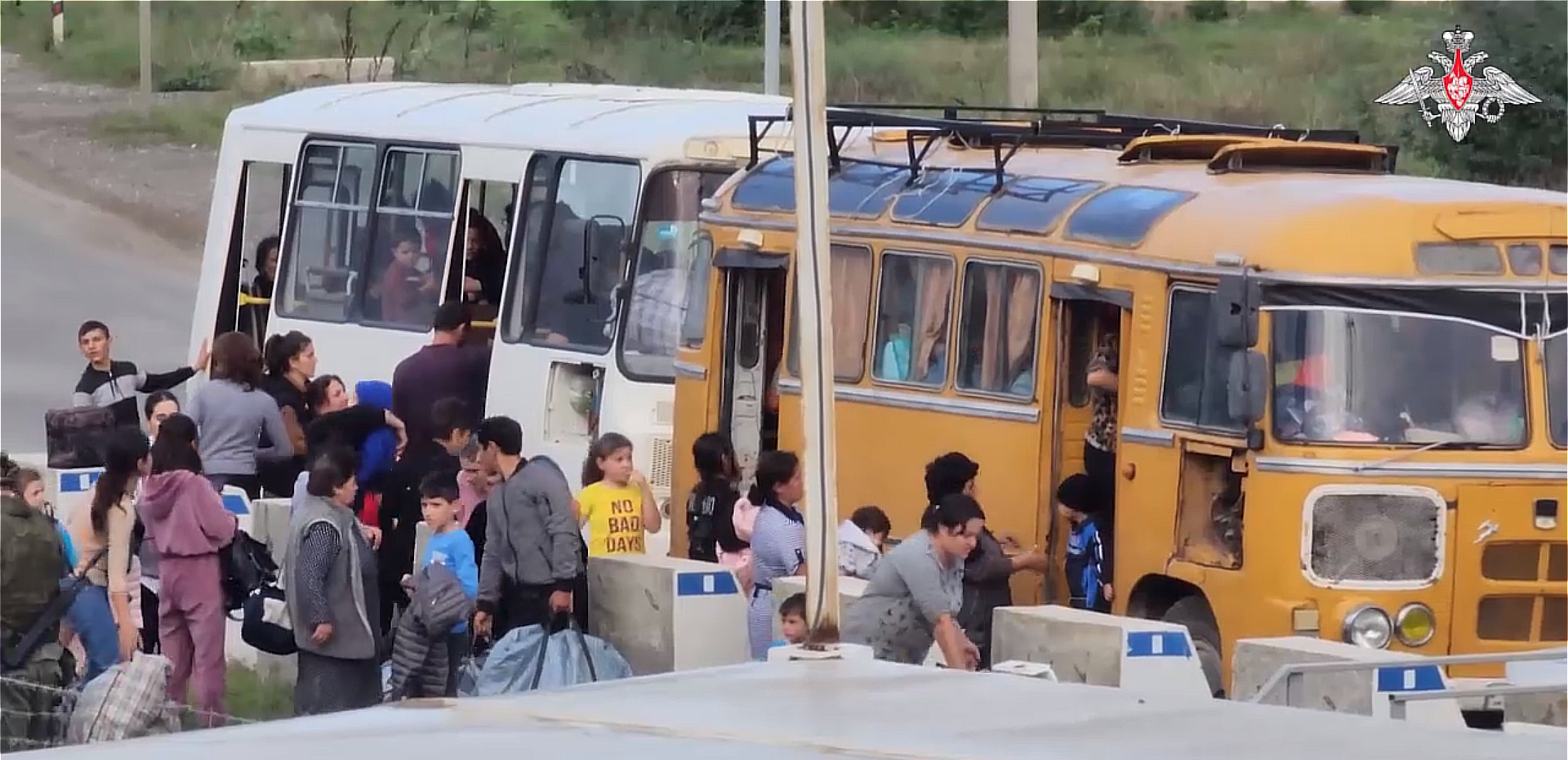
Armenios étnicos de Nagorno-Karabaj buscan refugio debido a los ataques de las fuerzas azerbaiyanas

El Ministerio del Interior de Nagorno-Karabaj afirmó que el ejército azerí, tras haber violado el acuerdo de alto el fuego, seguía bombardeando Stepanakert "con diferentes tipos de armas pequeñas". El Rheinische Post informó que se recibió información de residentes de Stepanakert de que Azerbaiyán violó el alto el fuego y que hubo disparos en la ciudad.
Se informó que no se puede suministrar electricidad en Artsaj porque varias subestaciones que alimentan la red eléctrica estaban bajo control de Azerbaiyán y que CJSC "Artsakhenergo" estaba llevando a cabo trabajos de restauración en Stepanakert.

### 22 de septiembre
Hikmet Hajiyev, asesor de política exterior del presidente de Azerbaiyán, Ilham Aliyev, afirmó que su gobierno garantizará que los civiles puedan viajar con seguridad en sus propios vehículos por las carreteras que conectan Nagorno-Karabaj con Armenia. También sugirió que se ofrecería una amnistía a los excombatientes que aceptaran desarmarse. Algunos grupos armados de etnia armenia prometieron seguir luchando.
El portavoz del gobierno de Artsakhi, Armine Hayrapetyan, dijo a Agence-France Presse que las fuerzas azerbaiyanas se habían posicionado alrededor de Stepanakert, lo que llevó a los residentes a esconderse en sótanos por temor a asesinatos. También añadió que desde la ofensiva azerbaiyana, Stepanakert y otras partes de Nagorno-Karabaj han perdido la mayoría de los servicios básicos como electricidad, gas, alimentos, combustible, Internet y conexiones telefónicas. Azerbaiyán dijo que había enviado dos camiones de 20 toneladas con alimentos y productos de higiene y dos camiones con pan a Nagorno-Karabaj desde Aghdam.
El segundo día de negociaciones también terminó en un punto muerto a pesar de la oferta de amnistía a los comandantes y combatientes de Artsakhi, ya que la delegación de Artsakhi afirmó que las cuestiones de la ayuda humanitaria, las garantías de seguridad y la promesa de la delegación de Azerbaiyán de no expulsar a los armenios de Nagorno-Karabaj estaban sin resolver. Se informó que tuvo lugar en Shusha una reunión entre el jefe del servicio de seguridad de Azerbaiyán, Ali Naghiyev, y el líder de Nagorno-Karabaj, Samvel Shahramanyan.
Elementos de las fuerzas de defensa de Artsaj comenzaron a transferir sus armas a las fuerzas de paz rusas, y el Ministerio de Defensa ruso confirmó la entrega de seis vehículos blindados, más de 800 unidades de armas pequeñas y 5.000 cartuchos de munición. Además, un convoy de 15 camiones de las fuerzas de paz rusas salió de Armenia hacia Nagorno-Karabaj, cruzando el corredor de Lachin. Las fuerzas de paz rusas entregaron más de 50 toneladas de ayuda humanitaria a Nagorno-Karabaj, según el Ministerio de Defensa ruso.

### 23 de septiembre
Por primera vez desde la ofensiva azerbaiyana, se avistó un convoy de ayuda de la Cruz Roja en la frontera entre Armenia y Azerbaiyán en dirección a Nagorno-Karabaj.
Artak Beglaryan, exministro de Estado de Artsakhi, informó que Karkijahan, un suburbio de Stepanakert, estaba "vacío" tras una violación del alto el fuego que tuvo lugar allí el 21 de septiembre. Muchos residentes se refugiaron en el propio Stepanakert. Afirmó que las tropas azerbaiyanas entraron en varias casas del barrio. Para evitar mayores tensiones, se desplegaron fuerzas de paz rusas en las afueras de Stepanakert, incluso en Karkijahan. Las fuerzas armadas de Artsakhi también fueron desplegadas en la zona.
El Ministerio de Defensa ruso dijo que se registró una violación del alto el fuego en la región de Mardakert, que provocó que un soldado azerbaiyano resultara herido tras un tiroteo.

### 24 de septiembre
El primer grupo de refugiados de Nagorno-Karabaj llegó a Armenia a través del puesto fronterizo de Kornidzor. El gobierno de Artsaj dijo que las familias que quedaron sin hogar debido a la ofensiva militar de Azerbaiyán y que expresaron su deseo de abandonar Artsaj serán trasladadas a Armenia, acompañadas por fuerzas de paz rusas. Se informó que 23 ambulancias, acompañadas de especialistas y de la Cruz Roja, transportaban a 23 heridos graves desde Artsaj a Armenia. También se informó que debido a la ofensiva de Azerbaiyán, más de 8.000 residentes fueron desplazados de sus hogares.
Se informó que la ciudad de Martakert quedó bajo control militar azerbaiyano, y los armenios étnicos huyeron de la zona.

### 25 de septiembre
Según el gobierno armenio, habían llegado 4.850 refugiados de Nagorno-Karabaj.
En el aeropuerto de Stepanakert tuvo lugar una segunda ronda de negociaciones entre representantes de Artsaj y funcionarios de Azerbaiyán. El gobierno de Azerbaiyán dijo que se discutieron cuestiones humanitarias. Las dos partes acordaron celebrar una tercera reunión dentro de unos días.
Una segunda ronda de negociaciones entre representantes de los armenios de Nagorno-Karabaj y Azerbaiyán tuvo lugar en Khojaly , donde, según Azerbaiyán, se discutieron cuestiones humanitarias. Las dos partes acordaron celebrar una tercera reunión dentro de unos días.
El presidente turco, Recep Tayyip Erdogan, viajó a la República Autónoma de Nakhchivan, en Azerbaiyán, para reunirse con el presidente Aliyev. La directora de la Agencia de los Estados Unidos para el Desarrollo Internacional, Samantha Power, y el subsecretario interino del Departamento de Estado para Asuntos Europeos y Euroasiáticos, Yuri Kim, visitaron Armenia.

### 26 de septiembre
El gobierno armenio dijo que al menos 19.000 personas han huido de Nagorno-Karabaj.
Se informó que las fuerzas azerbaiyanas tomaron el control de Martuni (Khojavend).
La Unión Europea organizó en Bruselas una reunión entre Armen Grigoryan, jefe del Consejo de Seguridad de Armenia, y Hikmat Hajiyev, asesor de política exterior del presidente de Azerbaiyán. En la reunión, la UE enfatizó la necesidad de acceso de las organizaciones humanitarias y de derechos humanos a Nagorno-Karabaj. También quería más detalles sobre los planes del gobierno de Azerbaiyán para el futuro de los armenios de Karabaj en Azerbaiyán. Azerbaiyán describió sus planes para brindar asistencia humanitaria y seguridad a la población local de la región.
El Secretario de Estado de los Estados Unidos, Anthony Blinken, habló con el presidente Aliyev por teléfono y lo instó a abstenerse de nuevas hostilidades y a permitir una misión de observación internacional en Nagorno-Karabaj. La ministra de Asuntos Exteriores alemana, Annalena Baerbock, también instó a que se permitiera la entrada de observadores independientes a la región. Rusia insistió en que cualquier misión de observación internacional en la región solo puede realizarse con el permiso del gobierno de Azerbaiyán.

### 27 de septiembre

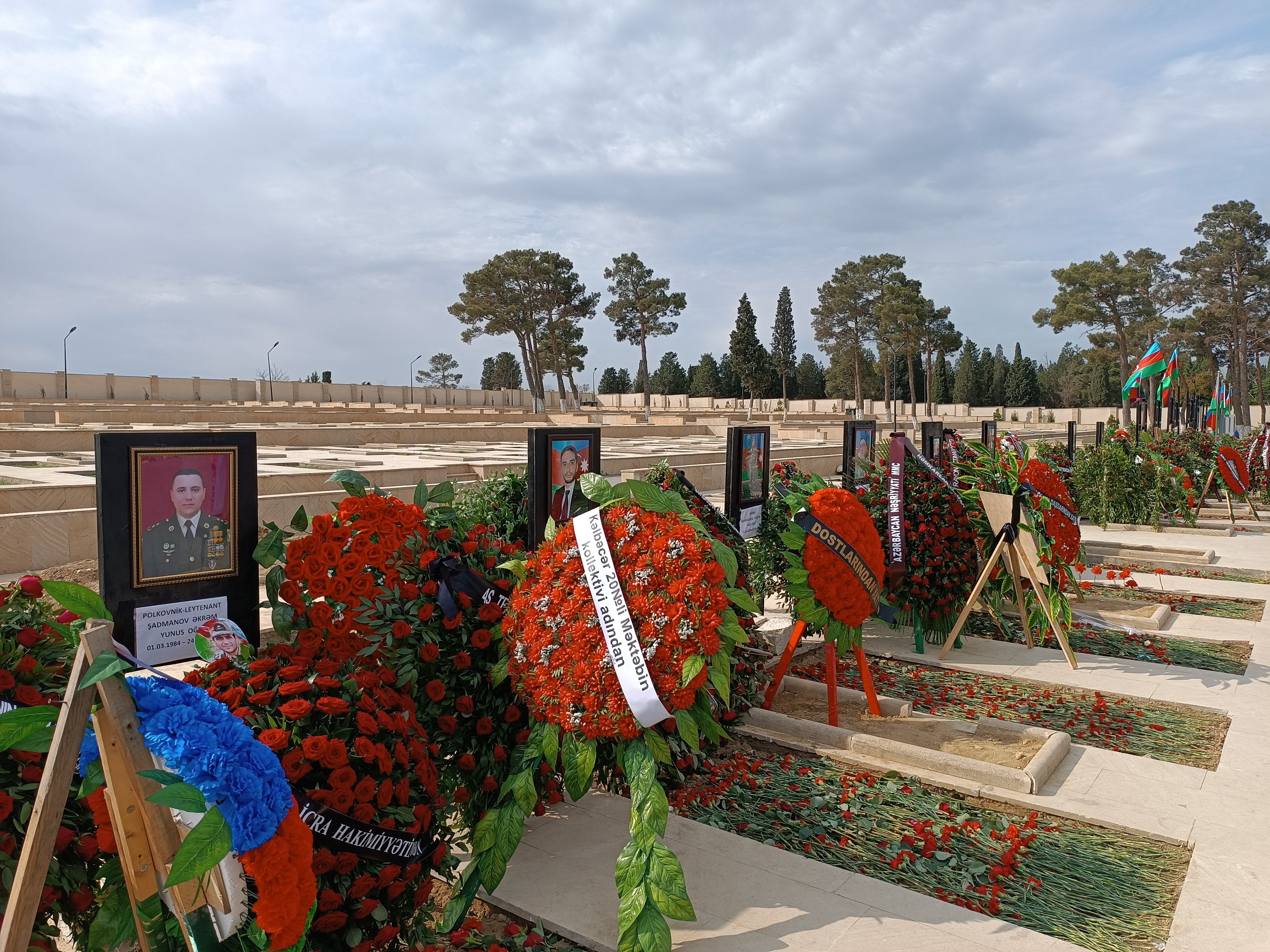
Tumbas de soldados azerbaiyanos muertos durante la ofensiva.

Las autoridades armenias informaron que más de 50 000 refugiados de Nagorno-Karabaj, un tercio de la población de la región, habían partido hacia Armenia. Azerbaiyán dijo que 192 de sus militares murieron y 511 resultaron heridos durante la ofensiva. El exministro de Estado de Artsaj, Ruben Vardanyan, fue arrestado por el Servicio Estatal de Fronteras de Azerbaiyán en el corredor de Lachín mientras intentaba cruzar a Armenia. Posteriormente, las autoridades azerbaiyanas lo acusaron de financiar el terrorismo, crear formaciones armadas ilegales y cruzar ilegalmente una frontera estatal, y fue detenido en Bakú. El portavoz del Departamento de Estado de los Estados Unidos, Matthew Miller, anunció que el gobierno de Azerbaiyán había asegurado que daría la bienvenida a una misión de monitoreo internacional a la región y que Estados Unidos y sus aliados discutirían la composición y el mandato de dicha misión en los próximos días.

### 28 de septiembre
Armenia informó que más de 65.000 refugiados habían huido de Nagorno Karabaj, más de la mitad de su población. El presidente de Artsaj, Samvel Shahramanyan, firmó un decreto estableciendo que todas las instituciones estatales serían disueltas antes del 1 de enero de 2024, poniendo fin a la existencia de la república separatista. Sin embargo, el líder de la autoproclamada república anuló el 22 de diciembre de 2023 la disolución de la región por considerar que no existían documentos legítimos que previeran dicha medida.

## Análisis
Varios analistas políticos y residentes de Artsaj consideran que el objetivo subyacente de la ofensiva de Azerbaiyán es la limpieza étnica.
Thomas de Waal, miembro principal del Fondo Carnegie para la Paz Internacional en Europa, señaló que Azerbaiyán posiblemente se sintió alentado a iniciar su ofensiva durante una crisis en las relaciones entre Rusia y Armenia, y la pérdida de los "mejores comandantes" de las fuerzas de paz rusas por la invasión rusa de Ucrania. También dijo que Rusia podría utilizar tal crisis para instigar un cambio de régimen en Armenia, pasando de una democracia que coquetea con Occidente a una autocracia más cercana a la esfera de influencia de Moscú.
Nikolay Mitrokhin, investigador de la Universidad de Bremen, atribuyó la velocidad de la victoria de Azerbaiyán a su superioridad demográfica sobre Nagorno-Karabaj y Armenia y al fracaso de este último a la hora de reforzar sus defensas y estrategias contra el modernizado ejército azerbaiyan. También atribuyó el colapso del ejército de Nagorno-Karabaj a la debilidad y corrupción de las economías de Nagorno-Karabaj y Armenia, que alejaron a los posibles inversores en sus ejércitos, y señaló que estos factores ya habían contribuido a la anterior victoria azerbaiyana en 2020.

## Riesgos de limpieza étnica o genocidio
Organizaciones de derechos humanos y expertos en prevención del genocidio han emitido alertas afirmando que la población indígena armenia está en riesgo de sufrir genocidio.
Otros han dicho que Azerbaiyán ya está llevando a cabo una limpieza étnica o un genocidio. El Instituto Lemkin para la Prevención del Genocidio afirma: "No hay ninguna duda en las mentes de los expertos en prevención del genocidio, en el Instituto Lemkin, pero también en Genocide Watch, la Asociación Internacional de Académicos sobre Genocidio y entre expertos legales como el ex fiscal jefe de la CPI, Luis Moreno Ocampo , que lo que los armenios enfrentan desde Azerbaiyán es un genocidio". Expertos en prevención del genocidio han declarado que el actual bloqueo de Artsaj por parte de Azerbaiyán y el sabotaje de la infraestructura pública constituyen genocidio según laConvención sobre el genocidio : "Infligir deliberadamente al grupo condiciones de vida calculadas para provocar su destrucción física" y que hay varios indicadores de que Azerbaiyán posee una intención genocida : las declaraciones públicas del presidente Aliyev , las prácticas abiertamente armenófobas de su régimen y el incumplimiento de las órdenes de poner fin al bloqueo de la Corte Internacional de Justicia.
Christian Solidarity International enfatizó que " Estados Unidos ha recibido amplia notificación de la deportación forzada que ahora se está desarrollando en Nagorno Karabaj, comenzando con las Alertas de Emergencia de Genocide Watch en 2020, 2021, 2022 y una Advertencia de Genocidio emitida por la Coalición Salvar Karabaj en diciembre de 2022. Estas advertencias fueron seguidas por dos Alertas de Emergencia de Genocidio emitidas por Genocide Watch en 2023, y una declaración de genocidio por parte del primer Fiscal Jefe de la Corte Penal Internacional, Luis Moreno Ocampo. Tomás de Waal, un experto en el conflicto de Nagorno-Karabaj, comentó sobre el actual bloqueo de nueve meses de la región por parte de Azerbaiyán: "Los armenios temen que esto sea el preludio de un intento de Azerbaiyán de expulsarlos a todos de su patria".

## Reacciones

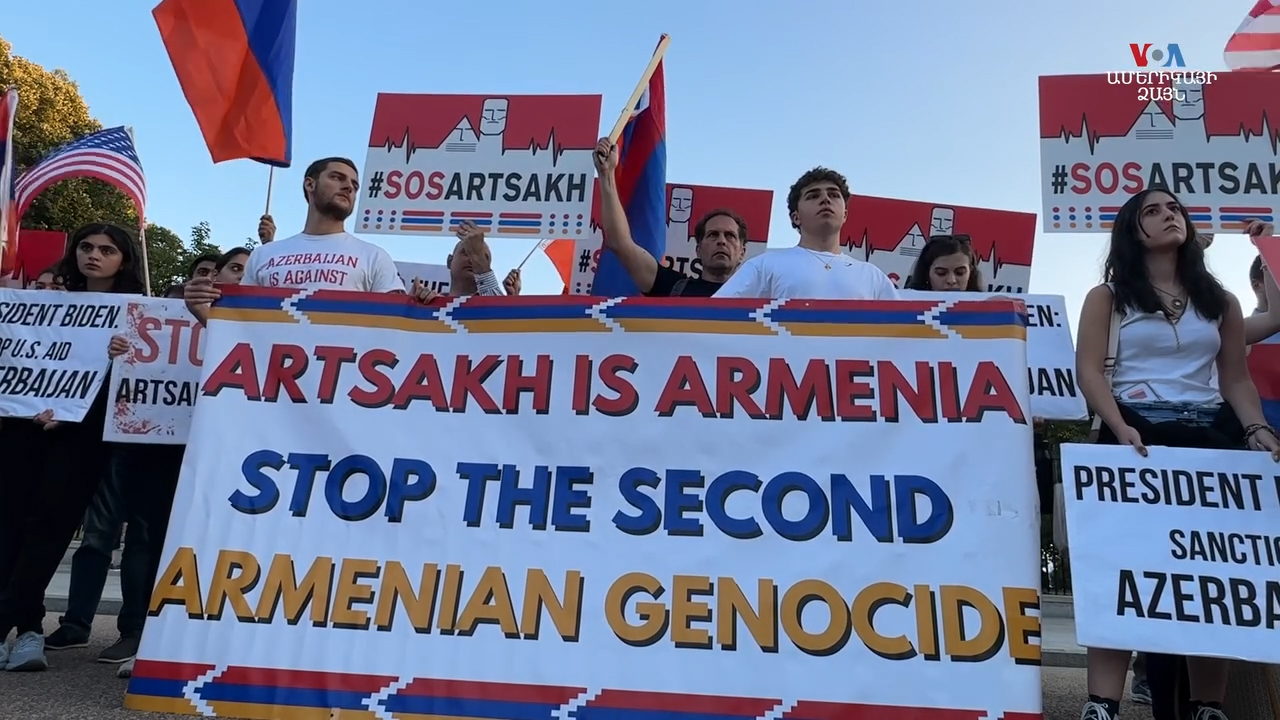
Armenios protestando frente a la Casa Blanca

Armenia: El primer ministro armenio, Nikol Pashinián, declaró que las Fuerzas Armadas armenias no estaban involucradas en los combates y que sus fuerzas no estaban estacionadas en Nagorno-Karabaj. También reiteró que la situación en la frontera entre Armenia y Azerbaiyán era estable y dijo que Azerbaiyán estaba tratando de limpiar étnicamente la región. Pashinián también dijo que la motivación de Azerbaiyán para el ataque era arrastrar a Armenia a una confrontación militar. El Ministerio de Defensa de Armenia acusó a los funcionarios azeríes de difundir información falsa, diciendo que hay equipo o personal militar armenio presente en Nagorno-Karabaj.  El Ministerio de Relaciones Exteriores de Armenia acusó a Azerbaiyán de desatar una "agresión a gran escala" contra Artsaj e intentar una "limpieza étnica" en la región.  Armenia pidió al Consejo de Seguridad de las Naciones Unidas y a Rusia que tomaran medidas para poner fin a la operación militar, mientras que Pashinyan convocó una reunión de emergencia del Consejo de Seguridad Nacional del país.
 Rusia: La portavoz del Ministerio de Relaciones Exteriores de Rusia, María Zajárova, dijo en un comunicado que Rusia estaba "profundamente alarmada por la fuerte escalada".  El presidente del Consejo de Seguridad de Rusia, Dmitri Medvédev, dijo que Rusia no defenderá a Armenia de la ofensiva de Azerbaiyán, al tiempo que criticó fuertemente al primer ministro armenio Pashinián. Esto se produce a pesar de que Rusia y Armenia son miembros del pacto de defensa mutua de la Organización del Tratado de Seguridad Colectiva y Rusia estaciona varios miles de soldados en Armenia y Nagorno-Karabaj como fuerzas de paz.
 Turquía: Hakan Fidan, el ministro de Asuntos Exteriores, ofreció apoyo diplomático a Azerbaiyán, afirmando que su operación militar estaba "justificada" y que "Azerbaiyán ha tomado las medidas que considera necesarias en su propio territorio soberano". Dirigiéndose a la Asamblea General de las Naciones Unidas, el presidente turco Recep Tayyip Erdogan declaró: "Como todos reconocen ahora, Karabaj es territorio azerí. La imposición de otro estatus a la región nunca será aceptada", y que "Turquía apoya los pasos tomados por Azerbaiyán, con quien actuamos junto con el lema de una nación, dos estados, para defender su integridad territorial".

### Otros países

Azerbaiyán
Artsaj y Armenia
Países que han condenado a Azerbaiyán
Países que han mantenido una postura neutral o han pedido la paz
Países que apoyan a Azerbaiyán
Postura no declarada

Argentina: El presidente Alberto Fernández condenó a las acciones de Azerbaiyán por el bloqueo del corredor de Lachín e instó a la comunidad internacional a "actuar preventivamente" para evitar "nuevas persecuciones".
 Alemania: La ministra de Relaciones Exteriores, Annalena Baerbock, acusó a Azerbaiyán de romper las promesas de no recurrir a la acción militar en Nagorno-Karabaj y le pidió que se detuviera y volviera a las negociaciones.
 Brasil:  El Ministerio de Relaciones Exteriores de Brasil declaró que Brasil estaba siguiendo la operación militar con "gran preocupación" y pidió un diálogo pacífico entre ambas partes con la mediación de la Unión Europea, Estados Unidos y Rusia. El embajador ante las Naciones Unidas, Sérgio França Danese, condenó la operación militar, subrayando que "pondría en riesgo la frágil estabilidad lograda después del alto el fuego de 2020".
 Canadá:  Mélanie Joly, Ministra de Asuntos Exteriores, expresó su grave preocupación por la intervención militar de Azerbaiyán, pidiendo el cese inmediato de las hostilidades, pidiendo al gobierno azerbaiyano que se abstenga de cualquier acción y actividad que suponga un riesgo para la seguridad y el bienestar de la población civil de Nagorno-Karabaj, calificando la acción militar como "injustificable" y el bloqueo del corredor de Lachín como "ilegal". El miembro del Parlamento Garnett Genuis dijo que Azerbaiyán "está lanzando una guerra agresiva de elección, llamándola una 'operación militar' y tomando una página del libro de jugadas de Rusia en el proceso".
 China:  El Representante Permanente Adjunto ante las Naciones Unidas, Geng Shuang, dijo durante una reunión de emergencia del Consejo de Seguridad de las Naciones Unidas sobre Nagorno-Karabaj que China estaba "monitoreando cuidadosamente la situación", agregó que esperaba que el alto el fuego mediado por Rusia fuera mantenido por ambas partes y resultara en el fin del conflicto. También expresó su pesar por los cinco cascos azules rusos que murieron durante la operación militar.
 Chipre: El Ministerio de Relaciones Exteriores declaró que el país "condena categóricamente la agresión militar a gran escala en curso por parte de Azerbaiyán contra Nagorno Karabaj, poblado por armenios" y pidió a Azerbaiyán que reduzca la escalada de inmediato.
 Estados Unidos:  El secretario de Estado Antony Blinken se reunió con diplomáticos turcos sobre la crisis. Mientras tanto, el Comité de Relaciones Exteriores del Senado pidió a los Estados Unidos y a la comunidad internacional que actúen para detener a Azerbaiyán, mientras que el Representante Brad Sherman (D-CA32) declaró que la reanudación de los combates deja en claro que "Azerbaiyán no puede recibir ayuda militar de los Estados Unidos hasta que termine la crisis que ha creado.
 Ecuador: El representante ante las Naciones Unidas, Andrés Efrén Montavlo Sosa, condenó enérgicamente la operación militar, afirmando que "no había excusa para el uso de la fuerza militar, en violación del derecho internacional y el derecho internacional humanitario". Pidió a las partes que reanuden el diálogo y las negociaciones y subrayó que cualquier acuerdo alcanzado debe tener las "garantías necesarias para proteger a las poblaciones que viven en esa región, en pleno respeto de los derechos humanos".
 Emiratos Árabes Unidos: El ministro de Estado, Ahmed Bin Ali Al Sayegh, dio la bienvenida al alto el fuego mediado por Rusia y subrayó que todas las partes involucradas "deben comprometerse a proteger a los civiles y garantizar su seguridad". También expresó su reconocimiento por el papel desempeñado por el personal ruso de mantenimiento de la paz en la provisión de refugio seguro para civiles en el transcurso de la operación militar y expresó su pesar por los civiles y el personal de mantenimiento de la paz muertos.
 Francia: El Ministerio de Asuntos Exteriores francés condenó enérgicamente la operación militar y pidió a Azerbaiyán "que cese inmediatamente su asalto y vuelva al respeto del derecho internacional" y solicitó una reunión de emergencia del Consejo de Seguridad de las Naciones Unidas. Afirmó que Francia había estado "trabajando estrechamente con sus socios europeos y estadounidenses" para responder eficazmente al ataque, que describió como "inaceptable".
 Irán: Irán ofreció mediar en el conflicto entre Azerbaiyán y Armenia un día antes de que comenzara la operación militar. El portavoz del Ministerio de Relaciones Exteriores iraní, Nasser Kanaani, instó a ambas partes a adherirse al acuerdo de alto el fuego de 2020.
 Irlanda: El Ministerio de Asuntos Exteriores irlandés condenó la operación militar de Azerbaiyán y pidió que se respete el alto el fuego en Nagorno-Karabaj y que se mantenga un diálogo genuino y exhaustivo inmediato.
 Japón: El ministro de Relaciones Exteriores, Yōko Kamikawa, expresó su grave preocupación por el empeoramiento de la situación en Nagorno-Karabaj, pidiendo el cese inmediato de las hostilidades y pidiendo a Azerbaiyán que cese las actividades militares actuales.
 Kazajistán: El embajador de Kazajstán en Azerbaiyán dijo que el país acogía con beneplácito "la iniciativa de la parte azerbaiyana de celebrar una reunión con representantes de la población armenia de Karabaj. Expresamos la esperanza de que se resuelva rápidamente la situación actual mediante el diálogo pacífico dentro de las fronteras internacionalmente reconocidas de la República de Azerbaiyán. Confiamos en que el establecimiento de una atmósfera de paz y cooperación mutuamente beneficiosa en el sur del Cáucaso, el desbloqueo de todas las comunicaciones corresponde a los intereses de todos los países de la región".
 Polonia: El Ministerio de Asuntos Exteriores expresó su profunda preocupación por la escalada del conflicto en Karabaj y pidió a Azerbaiyán que cese las hostilidades y que ambas partes reanuden el diálogo entre la Unión Europea y los Estados Unidos.
 Pakistán: La portavoz del Ministerio de Relaciones Exteriores de Pakistán, Mumtaz Zahra Baloch, reafirmó el apoyo "inquebrantable" a la soberanía e integridad territorial de Azerbaiyán, y agregó que Karabaj es un territorio soberano de Azerbaiyán que se alinea con las resoluciones y leyes internacionales. También expresó sus condolencias por las vidas perdidas en explosiones de minas y la esperanza de una paz duradera en Karabaj. El Ministro de Relaciones Exteriores Jalil Abbas Jilani se reunió con su homólogo azerbaiyano, Jeyhun Bayramov, y reiteró el apoyo del país a la integridad territorial de Azerbaiyán.
 Reino Unido: En una declaración a la Organización para la Seguridad y la Cooperación en Europa (OSCE), Reino Unido dijo que la ofensiva militar de Azerbaiyán era "inaceptable" e instó a Azerbaiyán a reanudar el diálogo, acogiendo con satisfacción el anuncio de un alto el fuego.
 Suiza: La representante permanente ante las Naciones Unidas, Pascale Baeriswyl, dijo que la operación militar suponía "una carga adicional para la población civil que ya sufría en la región de Nagorno-Karabaj". Tras la cesación del fuego, pidió un cese duradero de las hostilidades sobre el terreno. Instó a ambas partes a adherirse al acuerdo de alto el fuego de 2020 y a los fallos de la Corte Internacional de Justicia.
 Santa Sede: El Papa Francisco instó a ambas partes a cesar las hostilidades y buscar una solución pacífica a la crisis.
 Uzbekistán: El primer vicepresidente del Senado de Uzbekistán, Sodiq Safoyev, expresó su apoyo a Azerbaiyán y su operación militar y elogió a Azerbaiyán por "restaurar la integridad territorial y la justicia en Nagorno-Karabaj".

### Organizaciones internacionales
Unión Europea:  El presidente del Consejo Europeo de la Unión Europea, Charles Michel, condenó la hostilidad de Azerbaiyán e instó al país a detener inmediatamente sus actividades militares y reanudar el diálogo, a través de una publicación en las redes sociales.
 Organización de las Naciones Unidas:  La portavoz de la ONU, Stephane Dujarric, dijo a Al Jazeera que la situación en Nagorno-Karabaj era "muy preocupante". Instó a ambas partes a detener las hostilidades y volver al "diálogo sostenido".